# Landesregierung Gleißner VIII
Die Landesregierung Gleißner VIII unter Landeshauptmann Heinrich Gleißner (ÖVP) bildete die Oberösterreichische Landesregierung vom Beginn der XX. Gesetzgebungsperiode des Oberösterreichischen Landtags am 17. November 1967 bis zum Ausscheiden Gleißners aus der Regierung am 2. Mai 1971. Der Landesregierung Gleißner VIII folgte die Landesregierung Wenzl I nach.
Nach der Landtagswahl 1967 hatte die Sozialdemokratische Partei Österreichs (SPÖ) erstmals in der Geschichte die Österreichische Volkspartei (ÖVP) stimmenmäßig überholt und den gleichen Mandatsstand wie die ÖVP erreicht. Dennoch wurde Heinrich Gleißner vom Landtag mit Unterstützung der FPÖ erneut zum Landeshauptmann gewählt. Von den neun Mitgliedern der Landesregierung entfielen fünf Mandate auf die ÖVP und vier Mandate auf die SPÖ. Während der Amtsperiode der Landesregierung Gleißner V kam es lediglich zu einem Wechsel in der Regierungsmannschaft, als Ludwig Bernaschek (SPÖ) sein Amt am 27. Juli 1969 zurücklegte und Stefan Demuth am Folgetag zu seinem Nachfolger gewählt wurde.

## Regierungsmitglieder
| Amt                                                     | Name                 | Partei | Zuständigkeitsbereiche |
| ------------------------------------------------------- | -------------------- | ------ | ---------------------- |
| Landeshauptmann                                         | Heinrich Gleißner    | ÖVP    |                        |
| Landeshauptmann-Stellvertreter                          | Stefan Demuth        | SPÖ    |                        |
| Landeshauptmann-Stellvertreter                          | Erwin Wenzl          | ÖVP    |                        |
| Landesrat                                               | Johann Diwold        | ÖVP    |                        |
| Landesrat                                               | Gerhard Possart      | ÖVP    |                        |
| Landesrat                                               | Heinrich Wildfellner | ÖVP    |                        |
| Landesrat                                               | Rupert Hartl         | SPÖ    |                        |
| Landesrat                                               | Franz Enge           | SPÖ    |                        |
| Landesrat                                               | Josef Fridl          | SPÖ    |                        |
| Vorzeitig ausgeschiedene Mitglieder der Landesregierung |                      |        |                        |
| Landeshauptmann-Stellvertreter                          | Ludwig Bernaschek    | SPÖ    |                        |